# 平中塩
平中塩（たいらなかしお）は、福島県いわき市の大字である。郵便番号は970-8016。

## 地理
いわき市中央部の平地区に属し、地区内北部に位置する。北西で平四ツ波、石森、西で平大室、南で平幕ノ内、好間町川中子、東で平下平窪とそれぞれ隣接する。概ね町村制施行以前の磐城郡中塩村の流れを汲む地域である。北側は石森山に連なる山林が広がり、南側は夏井川左岸に沿う低地であり、水田が広がる。内郷御厩町に所在するいわき中央警察署及び平字正内町に所在する平消防署がそれぞれ管轄にあたる。

### 山
- 石森山（山頂は北西隣の平四ツ波に位置する。）

### 河川
- 夏井川
  - 山王田川
  - 新田川
    - 中塩川
- 小川江筋

### 主な字
字
- 鬼馬塚
- 滝
- 沖
- 岸
- 浦沢
- 下夕田
- 大内
- 下久田
- 一水口
- 一町田
- 草鹿
- 松山

## 歴史
- 1879年1月27日 - 平藩領中塩村が福島県内における郡区町村制の施行により磐城郡の村となる。
- 1889年4月1日 - 町村制の施行により中塩村が幕之内村、鯨岡村、大室村、上平窪村、中平窪村、下平窪村、四ツ波村と合併し、磐城郡平窪村が発足する。旧中塩村域は平窪村の大字となる[4]。
- 1896年4月1日 - 磐城郡と周辺郡との合併により石城郡が発足し、石城郡平窪村となる。
- 1937年6月1日 - 平窪村が平町と合併して平市となり、平市の大字となる。
- 1966年10月1日 - 平市が磐城市・常磐市・内郷市・勿来市、石城郡小川町・遠野町・四倉町・川前村・田人村・好間村・三和村、双葉郡久之浜町・大久村と合併しいわき市となり、いわき市平地区の大字となる。
- 1989年 - 北東側の丘陵部に造成された石森ニュータウンが石森として分離する。

## 世帯数と人口
2023年10月31日現在の世帯数と人口は以下の通りである。
| 大字   | 世帯数 | 人口  |
| ------ | ------ | ----- |
| 平中塩 | 90世帯 | 213人 |

## 小・中学校の学区
市立小・中学校に通う場合、学区は以下の通りとなる。
| 番地 | 小学校                 | 中学校                 |
| ---- | ---------------------- | ---------------------- |
| 全域 | いわき市立平第二小学校 | いわき市立平第二中学校 |

## 交通

### 鉄道
域内に鉄道施設は存在しない。

### 道路
- 一級市道下平窪鎌田線
- 一級市道掻槌小路上柳生線

### バス
新常磐交通路線バス
- （いわき駅方面） - 平商前 - 中塩 - 四ツ波住宅 - （四ツ波方面）
  - いわき駅～石森～四ツ波
- * （いわき駅方面） - 平商前
  - 小名浜～玉川～鹿島～平商
  - 小名浜～江名～いわき駅～平商
- （いわきニュータウン方面） - 平商前
  - ＮＴ～八ツ坂～平商業高校

## 施設
- 福島県立平商業高等学校
- 蘭秀寺
- 熊野神社